# Nemacheilus shehensis
Nemacheilus shehensis är en fiskart som beskrevs av Tilak, 1990. Nemacheilus shehensis ingår i släktet Nemacheilus och familjen grönlingsfiskar. Inga underarter finns listade i Catalogue of Life.